# Східний Негрос
Східний Негрос (хіл.: Negros Sidlangan; себ.: Sidlakang Negros; філ.: Silangang Negros) — провінція Філіппін, розташована на острові Негрос. Провінція займає південно-східну частину острова, північно-західну частину займає провінція Західний Негрос. Провінція також включає острів Апо, популярний як серед місцевих дайверів, так і серед іноземних туристів. Місто Думагете є столицею, місцем розташування органів влади та найгустонаселеннішим містом провінції. Найпоширенішою мовою є себуанська.

## Географія
Східний Негрос займає південно-східну частину острова Негрос. Загальна площа провінції становить 5 385,53 км2. На заході Східний Негрос межує з провінцією Західний Негрос, на сході через протоку Таньон - з островом Себу, на південному сході - з островом Сікіхор. На півдні межує з морем Сулу. Рельєф острову Негрос та провінції Східний Негрос в основному вулканічний, що робить його ґрунт ідеальним для сільського господарства.
На північному краю провінції знаходиться активний вулкан Канлаон, найвища вершина острова, з висотою 2465 метрів (8 087 футів).
Клімат Східного Негроса тропічний. Через хребти, що проходять з півночі на південь, провінція має два типи кліматичних умов. Східна частина провінції характеризується максимумом опадів з коротким сухим сезоном, що триває від одного до трьох місяців. Західна частина - приблизно однаковими за тривалістю вологим і сухим сезоном.

## Адміністративний поділ
Адміністративно провінція поділяється на 19 муніципалітетів та 6 міст, які в свою чергу поділяються на 557 баранґаї. Місто Думагете є столицею провінції та місцем розташування уряду. Це найгустонаселеніше місто провінції.

## Демографія
Згідно перепису 2015 року населення провінції становило 1 354 995 осіб. Щільність населення 250 осіб/км2. 34,5% населення зосереджено в шести найбільш містах Думагете, Баяван, Гуйхулнган, Танджай, Бай і Канлаон. Близько 72% населення розмовляють себуанською, 28% - гілігайнон.
Переважаючою релігією є християнство. 77% населення католики.